# カル・ペチ

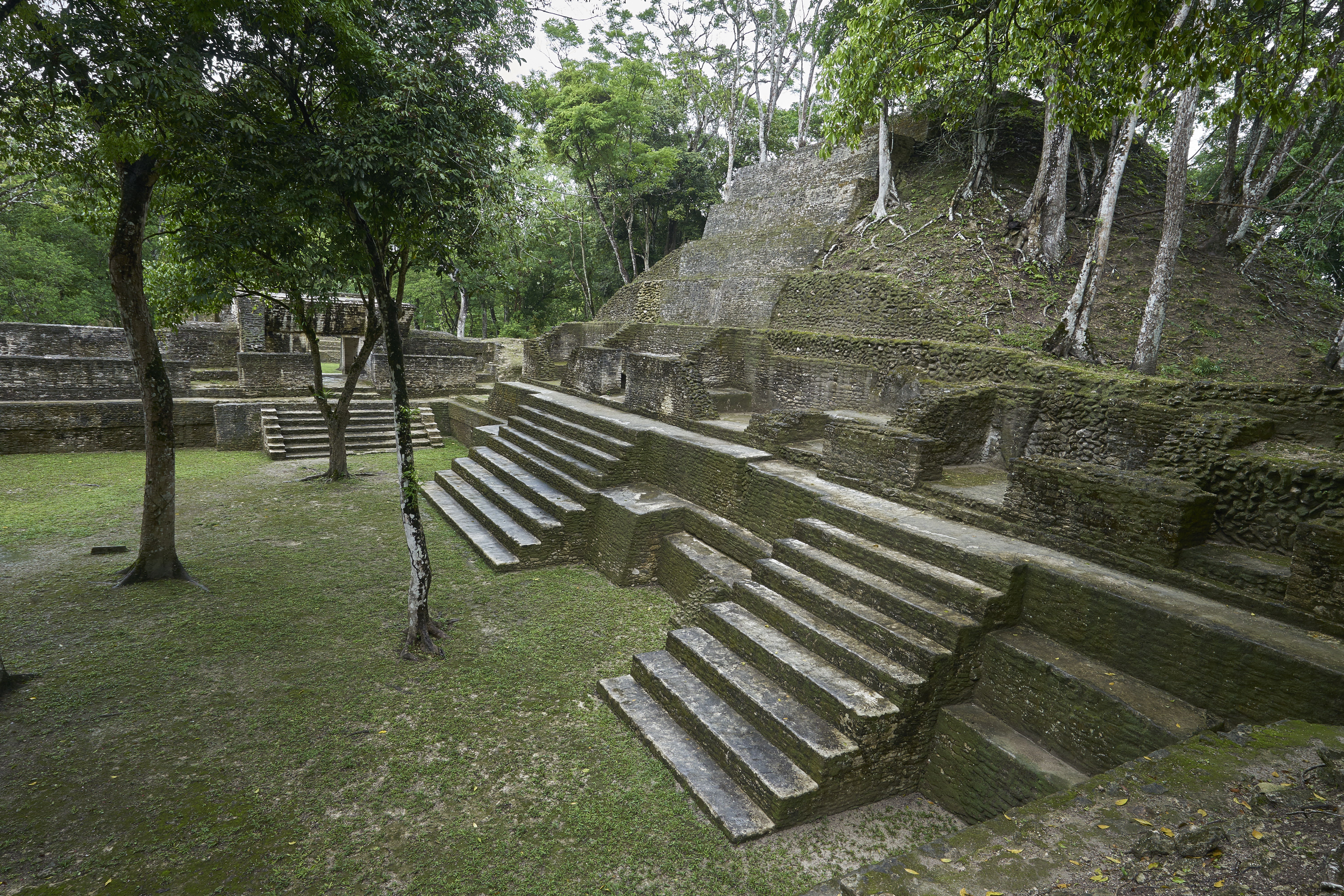
カル・ペチ(中央の中庭)

カル・ペチ（Cahal Pech）は、ベリーズのカヨ郡サン・イグナシオという町の近くにあるマヤ文明の遺跡。マヤの上流階級の家族が住んでいた邸宅の遺跡であり、主要な建物は古典期に建てられたものだが、紀元前900年ごろ（先古典期中期）から継続的に住んでいた証拠が見つかっており、ベリーズ西部では最も古い遺跡の1つとされている。マカル川の土手の上にあり、34の建築物が集まっていて、最も高い建物は約25メートルの高さである。紀元9世紀ごろ放棄されたが、その原因はわかっていない。
カル・ペチ (Cahal Pech) とは「ダニの土地」を意味し、1950年代に牧草地だったこの場所で発掘を開始した際に名付けられた。現在は考古学的な公園となっており、継続して発掘も行われていて、出土品を収蔵した小さな博物館もある。
周辺のマヤ文明の遺跡としては、チャー・クリークやシュナントゥニッチがある。

## ギャラリー

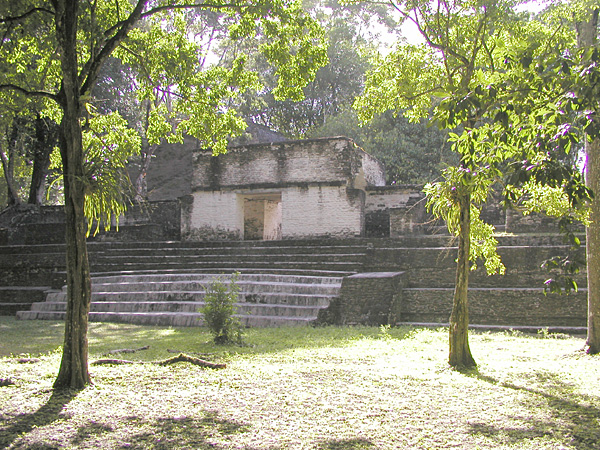
中央の中庭
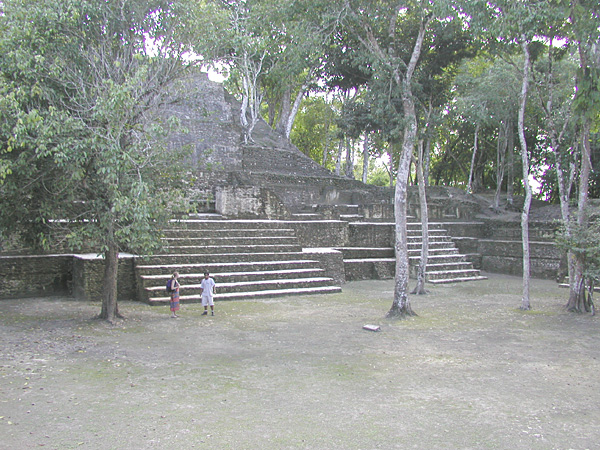
中央の中庭
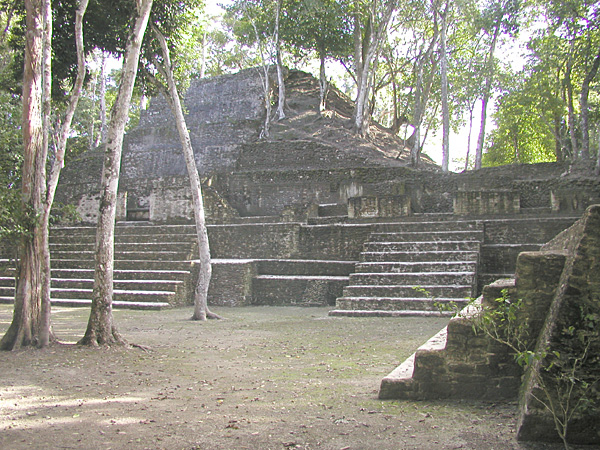
中央の中庭
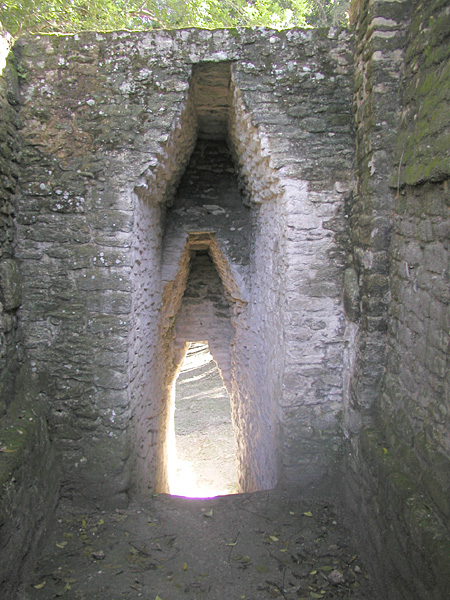
持送りアーチ式の通路
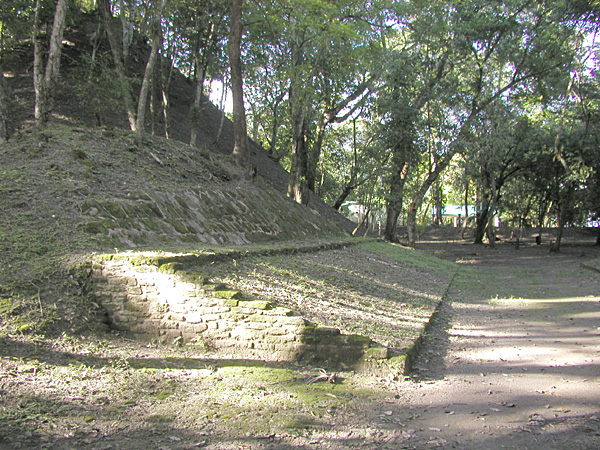
球技場跡